# Farmerville
Farmerville is een plaats (town) in de Amerikaanse staat Louisiana, en valt bestuurlijk gezien onder Union Parish.

## Demografie
Bij de volkstelling in 2000 werd het aantal inwoners vastgesteld op 3808.
In 2006 is het aantal inwoners door het United States Census Bureau geschat op 3590, een daling van 218 (-5.7%).

## Geografie
Volgens het United States Census Bureau beslaat de plaats een oppervlakte van
14,4 km², waarvan 14,3 km² land en 0,1 km² water. Farmerville ligt op ongeveer 52 m boven zeeniveau.

## Plaatsen in de nabije omgeving
De onderstaande figuur toont nabijgelegen plaatsen in een straal van 28 km rond Farmerville.